# Verwaltungsgliederung der Zweiten Polnischen Republik

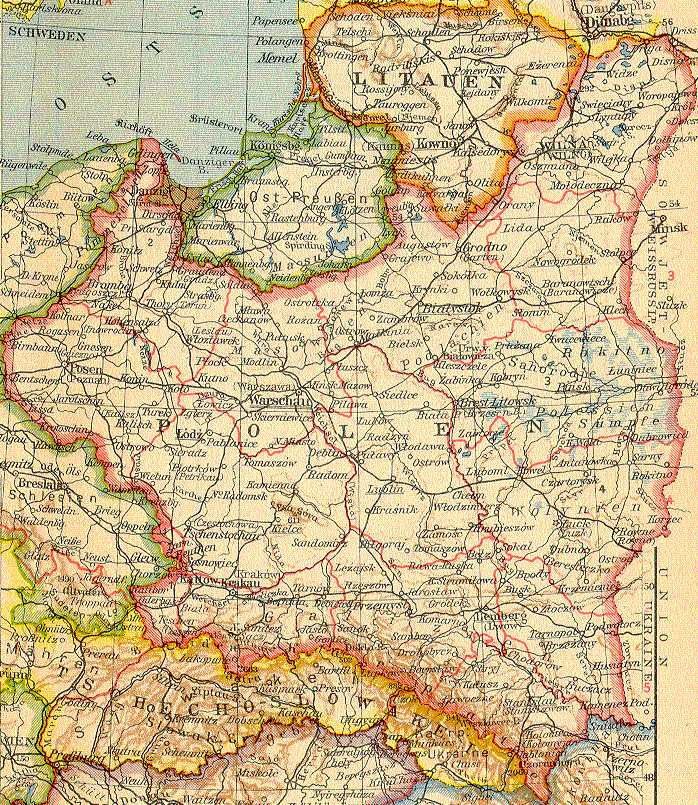
Polen 1920–1939

Die Zweite Polnische Republik gliederte sich in 16 Woiwodschaften und die Hauptstadt Warschau. Diese Verwaltungsgliederung bestand von 1922 bis 1939, juristisch bis 1950.

## Woiwodschaften

Verwaltungsgliederung 1922 bis 1939

Die Woiwodschaften wurden in einem Gesetz vom 26. September 1922 festgelegt.
Woiwodschaftsfreie Stadt
- Warschau

Woiwodschaften mit besonderen Statuten
- Woiwodschaft Lwów
- Autonome Woiwodschaft Schlesien
- Woiwodschaft Stanisławów
- Woiwodschaft Tarnopol

weitere Woiwodschaften 
- Woiwodschaft Białystok
- Woiwodschaft Kielce
- Woiwodschaft Krakau
- Woiwodschaft Łodź
- Woiwodschaft Lublin
- Woiwodschaft Nowogródek
- Woiwodschaft Polesien
- Woiwodschaft Pommerellen
- Woiwodschaft Posen
- Woiwodschaft Wilna
- Woiwodschaft Wolhynien

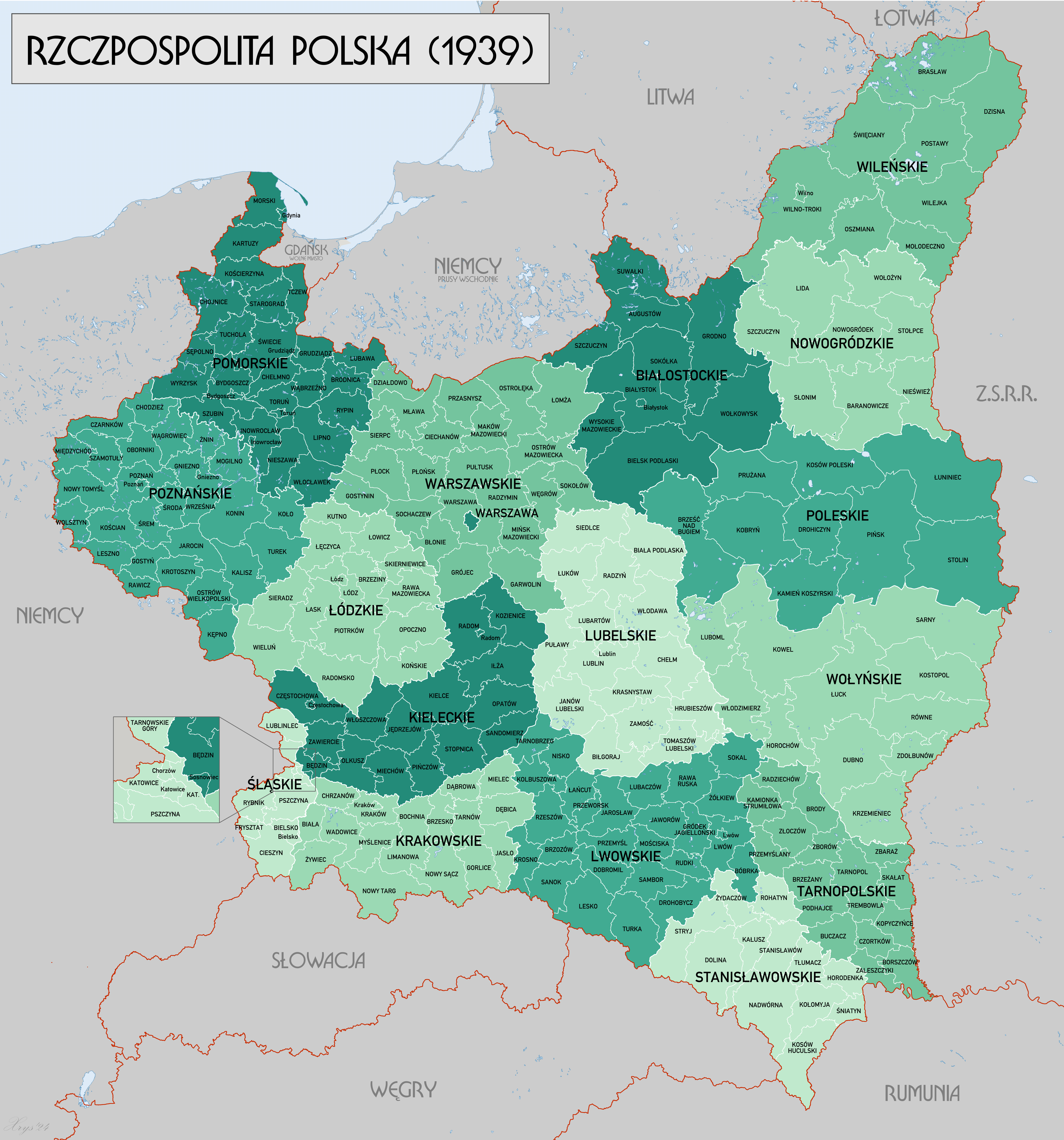
Woiwodschaften 1939

1938 wurden die Grenzen der Woiwodschaften neu gezogen.
Von 1945 bis 1950 wurden die Woiwodschaften in der Volksrepublik Polen weitergeführt.